# Caney (Oklahoma)
Caney es un pueblo ubicado en el condado de Atoka en el estado estadounidense de Oklahoma. En el año 2010 tenía una población de 205 habitantes y una densidad poblacional de 93,18 personas por km².

## Geografía
Caney se encuentra ubicado en las coordenadas 34°14′2″N 96°12′45″O / 34.23389, -96.21250 (34.233837, -96.212375).

## Demografía
Según la Oficina del Censo en 2000 los ingresos medios por hogar en la localidad eran de $14,063 y los ingresos medios por familia eran $17,045. Los hombres tenían unos ingresos medios de $18,438 frente a los $18,125 para las mujeres. La renta per cápita para la localidad era de $6,825. Alrededor del 36.5% de la población estaban por debajo del umbral de pobreza.